# Jean Duvergier de Hauranne
Jean-Ambroise Duvergier de Hauranne (opat Saint-Cyran) (ur. 1581 w Bajonnie, zm. 1643 w Paryżu) – francuski teolog, prezbiter, opat. Jeden z głównych przedstawicieli jansenizmu.
Po studiach w Lowanium poznał w Paryżu w 1609 Janseniusza i razem z nim zamieszkał w swojej posiadłości w Camp-de-Prats pod Bayonne. Do 1616 obaj studiowali literaturę patrystyczną i tworzyli projekt reformy Kościoła. W 1620 związał się Antoine’em Arnauldem i został jego kierownikiem duchowym. W 1636 za sprawą Angeliki Arnauld stał się również kierownikiem duchowym zakonnic z Port-Royal.
Jego poglądy na temat doktryny łaski i zbawienia wprowadziły go w konflikt z jezuitami. Jako lider partii dewocyjnej, a także jako mający spory wpływ na niektórych parlamentarzystów, stanowił opozycję polityczną dla kardynała Richelieu. Z tego powodu w 1638 został aresztowany pod pretekstem herezji i osadzony w Vincennes. W czasie procesu zeznawał przeciwko niemu m.in. Wincenty à Paulo. W więzieniu kontynuował swoją pracę, ale jego zdrowie pogorszyło się i opuścił więzienie po śmierci Richelieu jedynie po to żeby umrzeć. Z tego powodu uznawany był przez jansenistów za męczennika.